# 아누웡
세타티랏 5세(태국어: พระเจ้าไชยเชษฐาธิราชที่ 5 프라짜오차이체타티랏차티 하[*], 1767년 - 1829년, 재위 1805년 - 1829년) 또는 차오 아누웡(라오어: ເຈົ້າອານຸວົງ, Chao Anouvong), 아누웡(Anouvong, Anuvong), 차오 아누(Chao Anou, Chao Anu, Cao Anu)는 라오스 비엔티안 왕국의 마지막 국왕으로, 시암의 라오스 지역 지배에 대항한 아누 반란을 이끈 지도자이다.
아누웡은 비엔티안 왕국의 부왕으로 있다가 1805년 형 차오 인타웡(세타티랏 4세)이 죽고 나서 시암의 왕 라마 2세의 도움으로 왕위를 이어받아 비엔티안 왕국의 왕이 되었다. 당시 라오 지역은 란쌍의 분열로 인해 비엔티안 왕국 외에도 루앙프라방 왕국, 참빠삭 왕국의 셋으로 나뉘어 현저하게 중앙 정부의 지배력이 약화되어 있었고, 특히 당시 비엔티안 왕국은 시암과 베트남 응우옌 왕조에 모두 조공을 바치는 속국의 신세가 되어 있었다. 아누웡은 이런 상황을 타개하기 위해 왕위에 오른 후 구 란쌍 지역의 재통합 계획에 착수하였다.
아누웡은 집권 초기에 시암의 지원을 받았으므로 친시암 정책을 펼쳤으나, 1819년 베트남과 동맹을 맺고 시암을 견제하는 외교전을 펼치게 되었다. 이후 아누웡이 외교적 수완을 발휘한 결과로 비엔티안 왕국은 참빠삭 왕국 지역을 재통합하는 데 성공하였다. 부웬 고원 지역에서 시암에 대항하는 반란이 일어나자, 비엔티안군은 시암군을 도와 이를 공동 진압하였고 이 대가로 시암은 아누웡의 아들을 참빠삭의 왕으로 임명했기 때문이다.
아누웡은 세력을 확장하고 꾸준히 군비를 확충하면서 때를 기다렸다. 마침 1824년부터 1826년까지 이어진 제1차 영국-버마 전쟁의 결과로 전통적인 버마의 따이족 지역으로의 진출로인 테나세림이 영국 통제 하로 편입되었고, 1826년 시암과 영국이 체결한 버니 조약(Burney Treaty, 시암-영국 우호통상조약)으로 시암이 이 지역에 활발하게 진출하고 있던 영국 세력에 비해 상대적 약세를 드러냈다. 아누웡은 이러한 당시 인도차이나 반도의 정세를 이용해 구 란쌍 지역의 완전한 자주 독립을 달성하려 하였고, 마침내 1826년 시암에 대항한 전면적인 전쟁에 돌입하였다.
아누웡은 1827년 시암령 코랏 분지 지역으로 진격하여 시암 동부/북동부의 주요 도시 나콘라차시마를 점령하고, 수도 방콕에서 108 km밖에 떨어지지 않은 지역인 중부의 사라부리까지 일시적으로 진격해 들어갔으나 곧 물러났다. 아누웡의 쾌진격에 당황했던 시암은 전열을 정비하여 대대적인 반란 진압(시암의 관점)에 나섰고, 결국 절대적인 군사력의 한계에 직면한 비엔티안군은 시암 북동부 우돈타니 지역에서 벌어진 우돈타니 전투에서 결정적으로 대패하여 와해되고 말았다. 시암군은 역으로 비엔티안까지 진격하여 도시를 초토화하였다. 이에 아누웡은 일단 베트남으로 도망쳤다.
아누웡은 수도가 점령되고 초토화되면서까지 물러서지 않고 베트남의 지원을 받아 다시 한번 시암에 대한 반격을 계획하여, 일시적으로 시암군의 손아귀에서 수도 비엔티안을 탈환하는 등의 성과를 올렸다. 그러나 이미 너무 불리해진 전세를 뒤집는 것은 불가능했다. 비엔티안은 시암군의 재공격으로 다시 함락되었고, 전투에서 패배하고 몸을 의탁했던 란쌍 지역 내 씨앙쿠앙 왕국(비엔티안 왕국-베트남 경계에 존재했던 비엔티안 왕국-베트남의 속국) 왕의 배반으로 시암군의 포로가 된 아누웡은 방콕으로 끌려가 비참하게 사형되었다. 이 전쟁으로 인해 시암에 맞섰던 비엔티안 왕국은 왕조가 끊기고 시암에 편입되었으며, 참빠삭은 사실상 시암의 지배 하에 놓였다. 이들에 대항해 시암에 협력하였던 루앙프라방 왕국만이 라오 지역의 유일한 독립국(실상은 시암과 베트남의 이중 속국)으로 남게 되었다.

## 같이 보기
- 차오 인타웡